# Szolnok
Szolnok, grad i upravno središte Jaziško-velikokumanske-szolnočke županije. Leži na utoku rijeke Zagyve u Tisu u samom središtu Velike mađarske nizine. Broji oko 70.000 žitelja te je jedanaesti najnaseljeniji mađarski grad.
Važno je prometno čvorište, čiji je simbol znameniti most preko Tise izgrađen nakon Drugog svjetskog rata. Značajan tranzitni robni promet ostvaruje se cestovnim i željezničkim putem. U gradu i okolici razvijena je drvna, tekstilna i kemijska industrija uz tvornicu papira i celuloze. Zahvaljujući termalnim izvorima na kojima su izgrađena lječilišta i kupališta u gradu je razvijen i zdravstveni turizam.
Prvi puta se spominje 1075. pod imenom Zounok. Na području Szolnoka pronađeni su brojni prapovijesni ostaci koji svjedoče o njegovoj ranoj naseljenosti. Tijekom većeg dijela mađarske povijesti, izuzev razdoblja otomanskih osvajanja početkom novog vijeka, Szolnok je bio dio mađarske države. Grad je doživio teška saveznička razaranja u Drugom svjetskom ratu, od kojih se oporavljao desetljećima.
Uz most preko Tise i Muzej piva, grad je poznat i po neoklasicističkoj zgradi gradske vijećnice i zrakoplovnom muzeju. Uz drugoligašku nogometnu i prvoligašku košarkašku momčad, grad je najpoznatiji po svojoj vaterpolskoj momčadi, najboljoj u Mađarskoj, osvajaču Lige prvaka i Europskog superkupa u istoj godini.
U Szolnokiju su između ostalog prebivali i višestruki mađarski premijer Viktor Orban, hrvatski pjesnik Martin Nedić, astronaut Bertalan Farkaš i matematičar Gábor Szegő. Preko 98% stanovništva čine Mađari, a u gradu je prisutna značajnija romska i njemačka manjina. 